# Luciano Pavarotti
Luciano Pavarotti (12 tháng 10 năm 1935 – 6 tháng 9 năm 2007) là ca sĩ opera giọng nam cao người Italia.

## Tiểu sử
Ông sinh tại Modena (Italia) vào ngày 12 tháng 10 năm 1935, có cha là thợ bánh mì và mẹ là công nhân. Lúc còn nhỏ, Pavarotti rất ham mê bóng đá và khá nổi tiếng là thành viên của đội tuyển bóng đá ở thị trấn. Mẹ của ông là bà Adelee làm việc trong nhà máy thuốc lá và bố là ông Fernando, một người thợ làm bánh rất yêu âm nhạc và truyền cảm hứng này vào cậu con trai nhỏ Luciano. Bản thân ông Fernando Pavarotti cũng là một giọng nam cao opera nghiệp dư có tài và thường đưa Luciano đi theo để hát trong Corale Rossi của Modena. Tình yêu âm nhạc ngày càng lớn dần lên trong Luciano và đến khi đoạt giải nhất trong cuộc thi tiếng hát quốc tế tổ chức tại Wales, Luciano quyết định chú tâm vào sự nghiệp âm nhạc của mình.
Pavarotti kết hôn với ca sĩ opera Adua Veroni năm 1961. Năm 1996, họ ly hôn sau 35 năm chung sống, dù đã có ba con gái, và tái hôn với Nicoletta vào cuối năm 2003. Pavarotti cho biết, chính sự xuất hiện của con gái Alice - lúc đó gần 1 tuổi - là lý do khiến hai người quyết định kết hôn sau nhiều năm sống bên nhau.
Pavarotti nhận giải thưởng Grammy đầu tiên năm 1978 dành cho Trình diễn độc tấu vocal cổ điển xuất sắc trong tổng số 5 giải Grammy ông nhận được. Năm 1980, Maestro có thu âm hit tại Mỹ đầu tiên của ông với một album gồm các tác phẩm phi cổ điển. O Sole Mio—Favorite Neapolitan Songs giành được đĩa vàng và lọt vào bảng xếp hạng Top 100 album của Billboard. Tiếp theo đó một hợp tuyển đôi Greatest Hit cũng đứng ở vị trí khá cao tại Mỹ.
Năm 1982, Pavarotti có bước chuyển lớn từ sân khấu hoà nhạc sang lĩnh vực màn bạc. Ông đóng vai một ca sĩ giọng cao nổi tiếng thế giới với chất giọng đặc biệt. Bộ phim Yes, Giorgio do đạo diễn lừng danh từng nhận giải thưởng của Viện hàn lâm Franklin J.Schaffner đạo diễn, nhưng đáng tiếc lại không giành được giải thưởng nào.
Năm 1986 được xem là bước khởi đầu của Maestro trong vở opera cổ điển của Panucci phiên bản dành cho phim truyền hình, La Boheme được quay ở Trung Quốc. Năm 1988, ông một lần nữa tái hợp cùng ngôi sao opera Joan Sutherland trong vở Maria Stuarda, phóng tác tấn thảm kịch cổ điển của Gaetano Donizetti dành cho truyền hình nói về Mary, nữ hoàng của người Scotland.
Tên tuổi và danh tiếng của Pavarotti vẫn không ngừng tăng lên trong suốt những năm 1990, ông cùng với Placido Domingo và Jose Carreras lập ra nhóm Three Tenors ở Roma, đây là 3 giọng tenor nổi tiếng hàng đầu thế giới.
Năm 2005, ông được Anh Quốc phong là công dân danh dự London vì đã tổ chức những buổi hòa nhạc gây quỹ cho tổ chức Chữ thập đỏ nước này. Ông đã được Trung tâm Kennedy vinh danh vào năm 2001, giữ vững hai vị trí trong sách kỷ lục Guinness. Đó là Ca sĩ được khán giả vỗ tay mời ra hát lại nhiều nhất (165 lần) và Ca sĩ có album nhạc cổ điển bán chạy nhất mọi thời đại (album Carreras, Domingo, Pavarotti: The Three Tenors in Concert).

## Đối phó với tử thần
Tháng 7/2006, tượng đài opera quốc tế opera thế giới phải phẫu thuật tại New York vì ung thư tuyến tụy. Ông ra viện ngày 25 tháng 8, sau hơn 2 tuần điều trị vì sốt cao. Khi đó, người quản lý Pavarotti, ông Terri Robson tuyên bố thân chủ không bị viêm phổi như báo chí đưa tin. Lần này, ông không phủ nhận thông tin Pavarotti hôn mê và yếu dần.
Ngày 6 tháng 9, nam danh ca được ví là "Vầng mặt trời" của âm nhạc Italy và thế giới này đã về cõi vĩnh hằng tại nhà riêng ở Modena, miền bắc Italia. Ông thọ 71 tuổi.
Lúc ấy, các nhà chức trách đã lên kế hoạch tổ chức tưởng nhớ ông thật lớn. Tang lễ của ông được cử hành tại nhà thờ chính tòa Modena, với những màn hình TV khổng lồ được đặt bên ngoài nhà thờ, nơi Thủ tướng Italia Romano Prodi và các danh nhân khác sẽ dự tang lễ. Vài giờ sau khi danh ca qua đời, trang web của thành phố Modena đã đưa thông tin về kế hoạch sử dụng dịch vụ giao thông công cộng để giúp những vị khách đến viếng ông được thuận lợi.